# بدرفتاری آلمان با اسرای جنگی شوروی
در طول جنگ جهانی دوم، آلمان نازی مجموعه بدرفتاری‌های آگاهانه و آشکاری را با اسیران جنگی اتحاد جماهیر شوروی صورت داد که مشابه آن رفتار را با اسیران بریتانیایی یا آمریکایی صورت نمی‌داد. حاصل این اعمال ۳٫۳ تا ۳٫۵ میلیون کشته بود.
درطول عملیات بارباروسا نیروهای محور با حمله به اتحاد جماهیر شوروی در جبهه شرقی میلیون‌ها سرباز ارتش سرخ به اسارت درآمدند. بسیاری اعدام شدند یا تحویل اس اس گردیدند تا با دستور کمیسر به آنها شلیک شود. تعداد کثیری از آنها در راهپیمایی مرگ کشته شدند و باقی نیز به اردوگاه‌های کار اجباری آلمان نازی اعزام شدند.